# Etta Abramowna Blechman
Etta Abramowna Blechman (russisch Этта Абрамовна Блехман; * 1904 in Tscherikow, Gouvernement Mogiljow; † 2000 in Moskau) war eine sowjetische bzw. russische Chemikerin.

## Leben
Blechman absolvierte die von dem Lenin-Mitarbeiter Panteleimon Lepeschinski 1920 gegründete Schul-Kommune auf dem Landgut Lemeni bei Tscherikow und studierte an der Universität Leningrad in der Chemie-Fakultät mit Abschluss 1930. Anschließend leitete sie als Oberchemikerin das Chemische Laboratorium der Färbereifabrik in Jegorjewsk.
Als Chemieingenieurin wechselte Blechman 1937 in das Zentrallaboratorium des Forschungsinstituts der Baumwollindustrie in Moskau. Im Deutschen Angriffskrieg gegen die Sowjetunion war sie als Oberingenieurin der Abteilung für Erfindungen des Gosplan in Tschkalow evakuiert. Zurück in Moskau war sie 1943–1949 Oberingenieurin der Chemie-Abteilung des Zentralen Brandschutz-Forschungsinstituts des NKWD.
Darauf wurde Blechman wissenschaftliche Obermitarbeiterin des Moskauer Chemischen Instituts, wo sie mit Sachar Rogowin zusammenarbeitete. Sie verteidigte 1950 erfolgreich ihre Dissertation für die Promotion zur Kandidatin der chemischen Wissenschaften.
Ab 1951 war Blechman Brandschutz-Ingenieurin der Werkstätten des Bolschoi-Theaters. Sie untersuchte Probleme der Entflammbarkeit verschiedener Werkstoffe und entwickelte schwerer entflammbare Grundierungen und Verklebungen für Kulissen und Requisiten.
Ein Großneffe Blechmans ist der Schriftsteller Lew Ussyskin.

## Ehrungen, Preise
- Stalinpreis III. Klasse (1942) für die Entwicklung von Methoden für die Gewinnung feuerfester und wasserundurchlässiger Gewebe[1]